# As Icamiabas da Amazônia de Pedra
Icamiabas na Amazônia de Pedra é uma série animada paraense criada por Otoniel Oliveira e produzida pelo Iluminuras Estúdio. A animação é inspirada na lenda das icamiabas, guerreiras indígenas que viviam em uma aldeia sem homens na Amazônia. A série apresenta quatro heroínas indígenas que protegem a cidade contra criaturas folclóricas. Em 2021 Icamiabas na Cidade Amazônia venceu o prêmio de Melhor Série de Animação no ANIMAÍ – V Encontro Baiano de Animação e Games, festival de âmbito internacional realizado em Salvador.
A série foi originalmente produzida em 2012 a partir de um edital da TV Cultura do Pará. Com o apoio do Instituto de Artes do Pará e do Portal Cultura, a série surgiu como curtas de animação voltados à exibição em TV aberta. Foram lançados 15 curtas-metragens, com cerca de um minuto de duração. A partir de 2017, a animação passou a ter 11 minutos, trazendo mais profundidade ao universo da animação. Nesse mesmo ano, a série foi exibida na TV Cultura e voltou ao ar em 2019.

## Sinopse
As icamiabas Luna, Laci, Conori e Thyhi são representantes em formação das entidades divinas, encarregadas de proteger a Cidade Amazônia contra ameaças extraordinárias. Entre os desafios enfrentados estão criaturas de natureza sobrenatural, como o voraz Mapim-Guari, a serpente colossal Boiuna e o autoritário Anhangá — figuras inspiradas em elementos do folclore amazônico que se manifestam ao longo da narrativa.